# قبرص في الألعاب الأولمبية الصيفية 2020
شاركت قبرص في دورة الألعاب الأولمبية الصيفية 2020 في طوكيو التي كان من المقرر في الأصل أن تقام في الفترة من 24 يوليو إلى 9 أغسطس 2020، إلا أنه تم تأجيلها إلى 23 يوليو إلى 8 أغسطس 2021، بسبب جائجة فيروس كورونا. هذه هي المشاركة الحادية عشرة على التوالي لقبرص في دورة الألعاب الأولمبية الصيفية.

## المنافسون
فيما يلي قائمة بعدد المتنافسين القبارصة في الألعاب.
| الرياضة       | رجال | نساء | المجموع |
| ------------- | ---- | ---- | ------- |
| ألعاب القوى   | 2    | 1    | 3       |
| ركوب الدراجات | 0    | 1    | 1       |
| رياضة بدنية   | 1    | 0    | 1       |
| إبحار         | 2    | 2    | 4       |
| اطلاق الرصاص  | 3    | 1    | 4       |
| سباحة         | 1    | 1    | 2       |
| المجموع       | 9    | 6    | 15      |

## ألعاب القوى
حقق الرياضيون القبارصة أيضًا معايير المشاركة، إما عن طريق تسجيل زمن التأهيل أو الترتيب حسب التصنيف العالمي، في منافسات المضمار والميدان التالية (بحد أقصى 3 رياضيين في كل منافسة):  
مسابقات المضمار والطرق
| الرياضي          | المنافسة         | المرحلة التمهيدية | المرحلة التمهيدية | الدور قبل النهائي | الدور قبل النهائي | النهائيات | النهائيات |
| الرياضي          | المنافسة         | النتيجة           | المركز            | النتيجة           | المركز            | النتيجة   | المركز    |
| ---------------- | ---------------- | ----------------- | ----------------- | ----------------- | ----------------- | --------- | --------- |
| ميلان ترايكوفيتش | 110 م حواجز رجال | 13.59 SB          | 4 س               | 14.01             | 8                 | لم يتأهل  | لم يتأهل  |
| إيليني أرتيماتا  | 400 م سيدات      | 51.91             | 5 ف               | 50.80 نر          | 5                 | لم تتأهل  | لم تتأهل  |

المسابقات الميدانية
| الرياضي          | المنافسة         | المرحلة التمهيدية | المرحلة التمهيدية | النهائيات | النهائيات |
| الرياضي          | المنافسة         | المسافة           | المركز            | المسافة   | المركز    |
| ---------------- | ---------------- | ----------------- | ----------------- | --------- | --------- |
| أبوستولوس بارليس | رمي القرص للرجال | 62.11 س           | 17                | لم يتأهل  | لم يتأهل  |

## ركوب الدراجات

### الدراجات على الطرق
شاركت قبرص بمتسابقة واحدة في سباق الطرقات الأولمبي للسيدات، بفضل حصولها على ترتيب في قائمة أفضل 100 شخص (للسيدات) في التصنيف العالمي للاتحاد الدولي للدراجات.
| الرياضية         | المسابقة            | الزمن   | المركز  |
| ---------------- | ------------------- | ------- | ------- |
| أنتري كريستوفورو | سباق الطريق للسيدات | لم تكمل | لم تكمل |

## الجمباز

### الجمباز الفني
شاركت قبرص بلاعب جمباز فني واحد في المسابقة الأولمبية. حصل اللاعب الأولمبي ف ماريوس جورجيو (لاعب جمباز) على بطاقة تأهل احتياطية في أولمبياد ريو 2016 من منافسات أجهزة الرجال، كونه من أفضل سبعة لاعبين في التصنيف، وليس لكونه جزءًا من الفريق ولم يتأهل بشكل مباشر من خلال منافسة الفردي الشامل في بطولة العالم 2019 في شتوتغارت ، ألمانيا.
الرجال
| الرياضي | المنافسة | المرحلة التأهيلية | المرحلة التأهيلية | المرحلة التأهيلية | المرحلة التأهيلية | المرحلة التأهيلية | المرحلة التأهيلية | المرحلة التأهيلية | المرحلة التأهيلية | النهائيات | النهائيات | النهائيات | النهائيات | النهائيات | النهائيات | النهائيات | النهائيات |          |          |          |          |
| الرياضي | المنافسة | الجهاز            | الجهاز            | الجهاز            | الجهاز            | الجهاز            | الجهاز            | المجموع           | المركز            | الجهاز    | الجهاز    | الجهاز    | الجهاز    | الجهاز    | الجهاز    | المجموع   | المركز    |          |          |          |          |
| ------- | -------- | ----------------- | ----------------- | ----------------- | ----------------- | ----------------- | ----------------- | ----------------- | ----------------- | --------- | --------- | --------- | --------- | --------- | --------- | --------- | --------- | -------- | -------- | -------- | -------- |
| الرياضي | المنافسة | ماريوس جورجيو     | شامل              | 13.466            | 10.666            | 12.766            | 14.100            | المجموع           | المركز            | 13.666    | 14.333    | 78.997    | 50        | لم يتأهل  | لم يتأهل  | لم يتأهل  | لم يتأهل  | لم يتأهل | لم يتأهل | لم يتأهل | لم يتأهل |

## الإبحار
أهّل البحارة القبارصة قارباً واحداً في كل فئة من الفئات التالية من خلال بطولة العالم للإبحار 2018، والبطولات المرتبطة بالفئة، والسباقات القارية.
| الرياضي         | المنافسة               | السباق | السباق | السباق | السباق | السباق | السباق | السباق | السباق | السباق | السباق | السباق                                     | السباق | السباق                                    | صافي النقاط | المركز النهائية |
| الرياضي         | المنافسة               | 1      | 2      | 3      | 4      | 5      | 6      | 7      | 8      | 9      | 10     | 11                                         | 12     | م *                                       | صافي النقاط | المركز النهائية |
| --------------- | ---------------------- | ------ | ------ | ------ | ------ | ------ | ------ | ------ | ------ | ------ | ------ | ------------------------------------------ | ------ | ----------------------------------------- | ----------- | --------------- |
| أندرياس كاريولو | رجال RS: X             | 18     | 20     | 15     | 6      | 9      | 7      | 11     | 8      | 17     | 3      | 10                                         | 14     | تم استبعاده - لم يتقدم في سباق الميداليات | 118         | 12              |
| بافلوس كونتيدس  | الليزر الرجالي         | 4      | 7      | 5      | 1      | 20     | 1      | 36     | 6      | 8      | —      | 12                                         | 88     | 4                                         |             |                 |
| ناتاسا لابا     | فئة RS: X              | 24     | 25     | 26     | 19     | 17     | 22     | 20     | 20     | 18     | 12     | 22                                         | 19     | EL                                        | 218         | 21              |
| ماريلينا ماكري  | الليزر الشعاعي - سيدات | 8      | 30     | 26     | 27     | 22     | 31     | 25     | 23     | 45     | —      | تم استبعادها - لم يتقدم في سباق الميداليات | 227    | 33                                        |             |                 |

## الرماية
حقق الرماة القبارصة بطاقات تأهل في المنافسات التالية بفضل أفضل نتائج حققوها في بطولة العالم ISSF 2018، وسلسلة كأس العالم ISSF 2019 ، والبطولات أو الألعاب الأوروبية، والبطولة التأهيلية الأوروبية، طالما أنهم حصلوا على الحد الأدنى من النقاط التأهيلية (MQS) ) بحلول 31 مايو 2020. 
| الرياضي              | المنافسة    | المرحلة التأهيلية | المرحلة التأهيلية | المرحلة النهائية | المرحلة النهائية |
| الرياضي              | المنافسة    | النقاط            | المركز            | النقاط           | المركز           |
| -------------------- | ----------- | ----------------- | ----------------- | ---------------- | ---------------- |
| جورجيوس أخيليوس      | سكيت رجال   | 122               | 9                 | لم يتأهل         | لم يتأهل         |
| ديميتريس كونستانتينو | سكيت رجال   | 121               | 12                | لم يتأهل         | لم يتأهل         |
| أندرياس ماكري        | تراب الرجال | 117               | 28                | لم يتأهل         | لم يتأهل         |
| أندري الفثيريو       | سكيت نسائي  | 119               | 7                 | لم تتأهل         | لم تتأهل         |

## السباحة
تلقت قبرص دعوة عالمية من الاتحاد الدولي للسباحة لإرسال سباحين من الدرجة الأولى (واحد لكل جنس) للمشاركة في المنافسات الفردية لكل منهما إلى الأولمبياد، بناءً على نظام النقاط الذي اعتمده الاتحاد في 28 يونيو 2021.
| الرياضي         | المنافسة         | المرحلة التأهيلية | المرحلة التأهيلية | الدور قبل النهائي | الدور قبل النهائي | الدور النهائي | الدور النهائي |
| الرياضي         | المنافسة         | الزمن             | المركز            | الزمن             | المركز            | الزمن         | المركز        |
| --------------- | ---------------- | ----------------- | ----------------- | ----------------- | ----------------- | ------------- | ------------- |
| نيكولاس أنطونيو | 50 م حرة رجال    | 23.38             | 45                | لم يتأهل          | لم يتأهل          | لم يتأهل      | لم يتأهل      |
| نيكولاس أنطونيو | 100 متر حرة رجال | 50.00             | 40                | لم يتأهل          | لم يتأهل          | لم يتأهل      | لم يتأهل      |
| كاليا أنطونيو   | 50 م حرة سيدات   | 25.41             | = 27              | لم تتأهل          | لم تتأهل          | لم تتأهل      | لم تتأهل      |
| كاليا أنطونيو   | 100 م حرة سيدات  | 55.38             | 29                | لم تتأهل          | لم تتأهل          | لم تتأهل      | لم تتأهل      |